# Alexander-Severus-Bogen (Thugga)

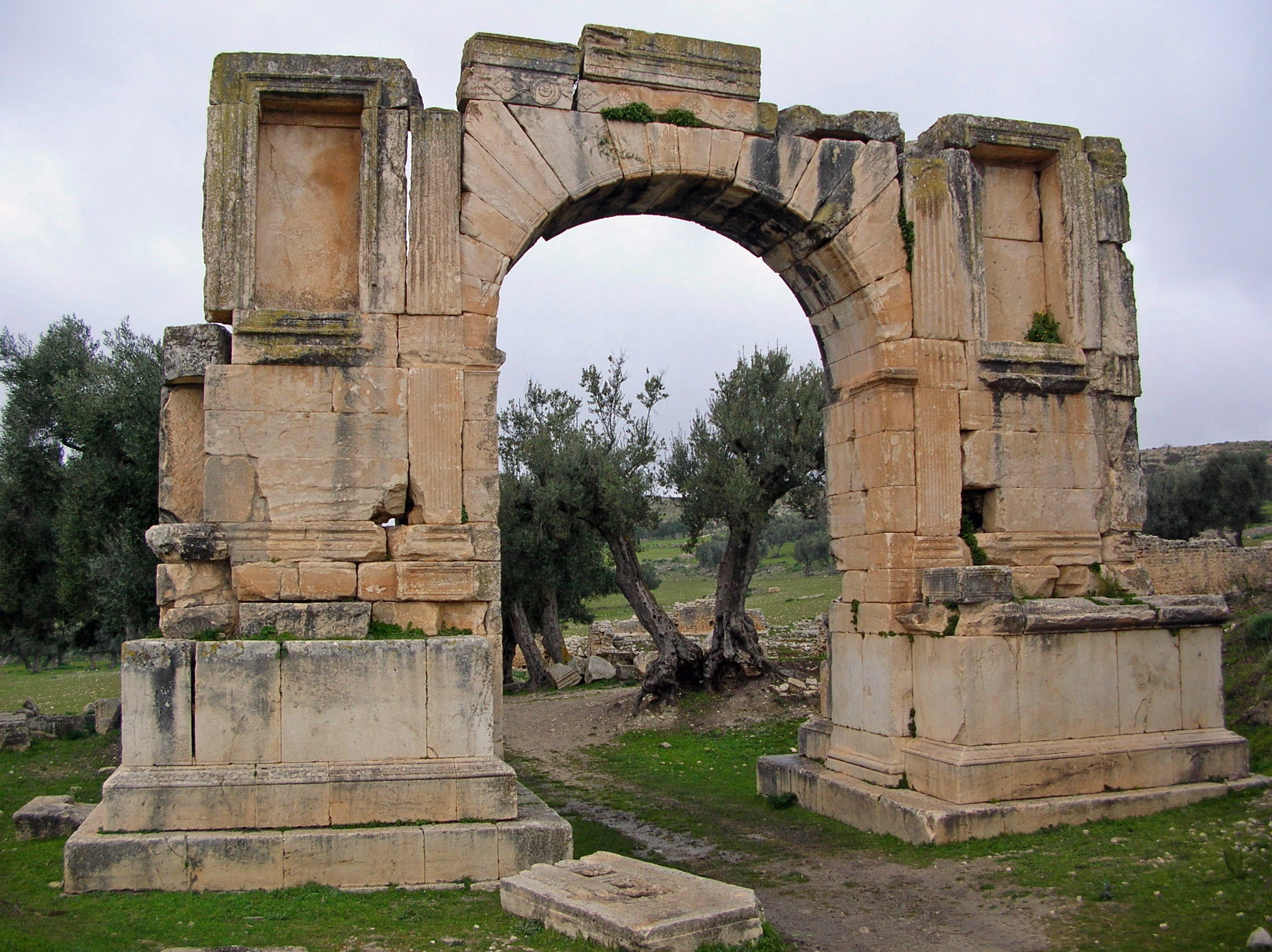
Alexander-Severus-Bogen in Thugga

Der Alexander-Severus-Bogen im tunesischen Thugga, dem heutigen Dougga, ist ein eintoriger Ehrenbogen, der in den Jahren zwischen 226 und 229 zu Ehren von Severus Alexander errichtet wurde. Sein moderner Name lautet Bab er-Rumia („Tor der Christin“) und ist mit einer christlichen Legende verbunden.
Der Bogen bildete als Teil der Befestigung den Eingang zur Stadt. Er lag nordwestlich des Forums und nordöstlich des Tempels der Iuno Caelestis am Ende einer Straße, die eine Verbindung zur Straße von Karthago nach Theveste herstellte. Die Pfeiler des eintorigen Bogens mit seinem etwa vier Meter breiten Durchgang besitzen von Pilastern gerahmte Nischen. Die Kanneluren der Pilaster sind in ihrem unteren Drittel mit Rundstäben gefüllt. Die Pilasterkapitelle fehlen, trugen aber einst ein ionisches Gebälk, von dem sich Reste oberhalb der Archivolte erhalten haben. Zwischen Archivolte und Gebälk vermittelt ein hohes Schmuckband, das alternierend mit rosettengeschmückten Phialen und liegenden Rauten verziert ist.
Vor den Pilastern erhoben sich einst Vollsäulen auf breit vor den Bogenpfeilern ruhenden Postamenten. Die Säulen selbst standen auf freistehenden kleinen Piedestalen, die auf den Postamenten auflagen. Die Verbindung der Säulen zum Bogen wurde wahrscheinlich durch ein verkröpftes Gebälk hergestellt, dessen weiteres Aussehen unbekannt ist. In der Art seines Aufbaus steht der Bogen dem wenig älteren Septimius-Severus-Bogen in Thugga sehr nahe, auch wenn dessen Bauornamentik ausgefeilter und aufwendiger war.
Die Dedikationsinschrift des Bogens wurde zwischen den auf dem Boden verstreuten Baugliedern des Bogens gefunden. Aus der Titulatur des Kaisers Severus Alexander in der Inschrift lässt sich der Zeitraum seiner Errichtung auf die Jahre 226 bis 229 eingrenzen. Die teils zerstörte Inschrift lautet:

Imp(eratori) Caes(ari) divi An[tonini magni]

Pii filio divi Sept(imi) Severi Pii nepoti{s}

M(arco) Aurelio Severo Alexandro Pio Feli

ci{s} Aug(usto) p(atri) p(atriae) pontif(ici) maximo tribun

[icia potestate VI(?) … co(n)s(uli)] II des(ignato) [III …]

…

[muni]cip[ium Septi]miu[m Aurelium]

[liberu]m Thu[gga conservatori]

[libe]rt[atis]
Errichtet wurde der Bogen anlässlich der Bestätigung der Freiheitsrechte des Municipiums Thugga durch den Kaiser, den conservator libertatis. Gemeint war wohl die Steuerfreiheit für das im Jahr 205 zum municipium liberum erhobene Thugga. Severus Alexander war im Jahr 226 zum zweiten Mal Konsul und nahm das Amt im Jahr 229 zum dritten Mal an. In der Inschrift wird er für sein drittes Konsulat aber noch designatus genannt, war zu diesem Zeitpunkt also für das Amt vorgesehen.
Seit 1997 ist der Bogen als Teil der Archäologischen Stätte von Dougga Weltkulturerbe der UNESCO.